# نوكيا X3-02
نوكيا X3-02 (بالإنجليزية: Nokia X3-02)‏ هو هاتف محمول من نوكيا يعمل بنظام سيمبيان، تم طرحه في الأسواق في الربع الثالث من عام 2010.

## الخصائص
- نظام التشغيل: سيمبيان
- الكاميرا الأمامية: 5 ميجابكسل
- الشاشة: 240×320
- الوزن: 77.4 غرام
- الذاكرة: 50 ميجابايت